# Demokratyczna Partia Turkmenistanu
Demokratyczna Partia Turkmenistanu (turkm. Türkmenistanyň Demokratik Partiýasy) – największa oraz dominująca partia polityczna w Turkmenistanie.

## Historia
Powstała 16 grudnia 1991 z przekształcenia Komunistycznej Partii Turkmeńskiej SRR. TDP stała się jedyną legalną partią polityczną w kraju, posiadającą monopol na władzę zarówno na szczeblach rządowych jak i lokalnych. Istnienie innych partii, w tym komunistycznych stało się nielegalne. Założycielem i wieloletnim przywódcą TDP był pierwszy prezydent Saparmyrat Nyýazow. Po śmierci Nyyazowa 21 grudnia 2006, na czele partii stanął nowy szef państwa Gurbanguly Berdimuhamedow, który kierował ją do momentu swojej rezygnacji 18 sierpnia 2013. Berdimuhamedowa jeszcze tego samego dnia zastąpił Kasymguly Babaýew. W 2012 władze kraju zezwoliły na rejestrację drugiej partii politycznej - Partii Przemysłowców i Przedsiębiorców Turkmenistanu co formalnie zakończyło ustrój jednopartyjny w Turkmenistanie. W wyborach w 2013 roku Demokratyczna Partia Turkmenistanu zdobyła 47 na 125 miejsc w Madżlisie Turkmenistanu. 3 kwietnia 2018 nowym przewodniczącym partii został wybrany Ata Serdarow.

### Przewodniczący
- 1991–2006 Saparmyrat Nyýazow
- 2006–2013 Gurbanguly Berdimuhamedow
- 2013–2018 Kasymguly Babaýew
- od 2018 Ata Serdarow

## Wyniki w wyborach parlamentarnych
| Data            | Liczba miejsc | Pozycja             |
| --------------- | ------------- | ------------------- |
| 11 grudnia 1994 | 50/50         | Rząd większościowy  |
| 12 grudnia 1999 | 50/50         | Rząd większościowy  |
| 19 grudnia 2004 | 50/50         | Rząd większościowy  |
| 14 grudnia 2008 | 125/125       | Rząd większościowy  |
| 15 grudnia 2013 | 47/125        | Rząd mniejszościowy |
| 25 marca 2018   | 55/125        | Rząd mniejszościowy |

## Wyniki w wyborach prezydenckich
| Rok  | Kandydat                  | Liczba głosów | Wynik procentowy | Rezultat |
| ---- | ------------------------- | ------------- | ---------------- | -------- |
| 1992 | Saparmyrat Nyýazow        | 1,874,357     | 99,50%           | Wygrana  |
| 2007 | Gurbanguly Berdimuhamedow | 2,357,120     | 89,23%           | Wygrana  |
| 2012 | Gurbanguly Berdimuhamedow | 2,806,264     | 97,14%           | Wygrana  |
| 2017 | Gurbanguly Berdimuhamedow | 3,163,692     | 97.69%           | Wygrana  |